# Minoru Sano
Minoru Sano (jap. 佐野 稔, Sano Minoru; * 3. Juni 1955 in der Präfektur Yamanashi) ist ein ehemaliger japanischer Eiskunstläufer, der im Einzellauf startete.
Er wurde von 1972 bis 1976 fünf Mal in Folge japanischer Meister und repräsentierte Japan von 1973 bis 1977 bei Weltmeisterschaften. Bei seiner letzten Weltmeisterschaft, 1977, vor heimischem Publikum in Tokio, avancierte er zum Nationalheld, als er mit dem Gewinn der Bronzemedaille die erste Weltmeisterschaftsmedaille für einen Japaner überhaupt gewann. Bis Takeshi Honda 2002 ebenfalls eine Bronzemedaille errang, war Sano der einzige japanische Mann, dem dies gelungen war. Bei den Olympischen Spielen 1976 wurde er Neunter. 
Sano arbeitet als TV-Kommentator und Eiskunstlauflehrer. Unter seinen Schülern waren Shizuka Arakawa und Yamato Tamura.

## Ergebnisse
| Wettbewerb / Jahr          | 1971 | 1972 | 1973 | 1974 | 1975 | 1976 | 1977 |
| -------------------------- | ---- | ---- | ---- | ---- | ---- | ---- | ---- |
| Olympische Winterspiele    |      |      |      |      |      | 9.   |      |
| Weltmeisterschaften        |      |      | 14.  | 8.   | 10.  | 7.   | 3.   |
| Japanische Meisterschaften | 3.   | 2.   | 1.   | 1.   | 1.   | 1.   | 1.   |